# Metro de Washington
El Metro de Washington, habitualment anomenat Metro, i amb la marca de Metrorail, és una xarxa de ferrocarril metropolità que dona servei al Districte de Colúmbia, els comtats de Montgomery i Prince George's a Maryland, i els comtats i les ciutats d'Alexandria, Arlington, Fairfax, i Falls Church a Virgínia. Actualment la xarxa compta amb sis línies gestionades per WMATA, que també gestiona la xarxa de busos (anomenat Metrobus) a l'àrea metropolitana.
El Metro de Washington és el segon més gran del país per nombre de passatgers (després del Subway de Nova York). En 2008, hi va haver 215,3 millions de viatges, o 727.684 viatges per dia laboral.
La majoria de les estacions de Metro van ser dissenyats per l'arquitecte Harry Weese, de Chicago, i són exemples d'arquitectura moderna. Concretament, amb el seu disseny de formigó vist i elements repetitius, té molts aspectes de l'estil del brutalisme. El 2007, el disseny dels estacions central, amb sostre voltat, va ser votat el 106 en la llista de la "Arquitectura preferida de l'Amèrica" pel American Institute of Architects. Les estacions més noves de la xarxa compten amb una arquitectura diferent.

## Referències

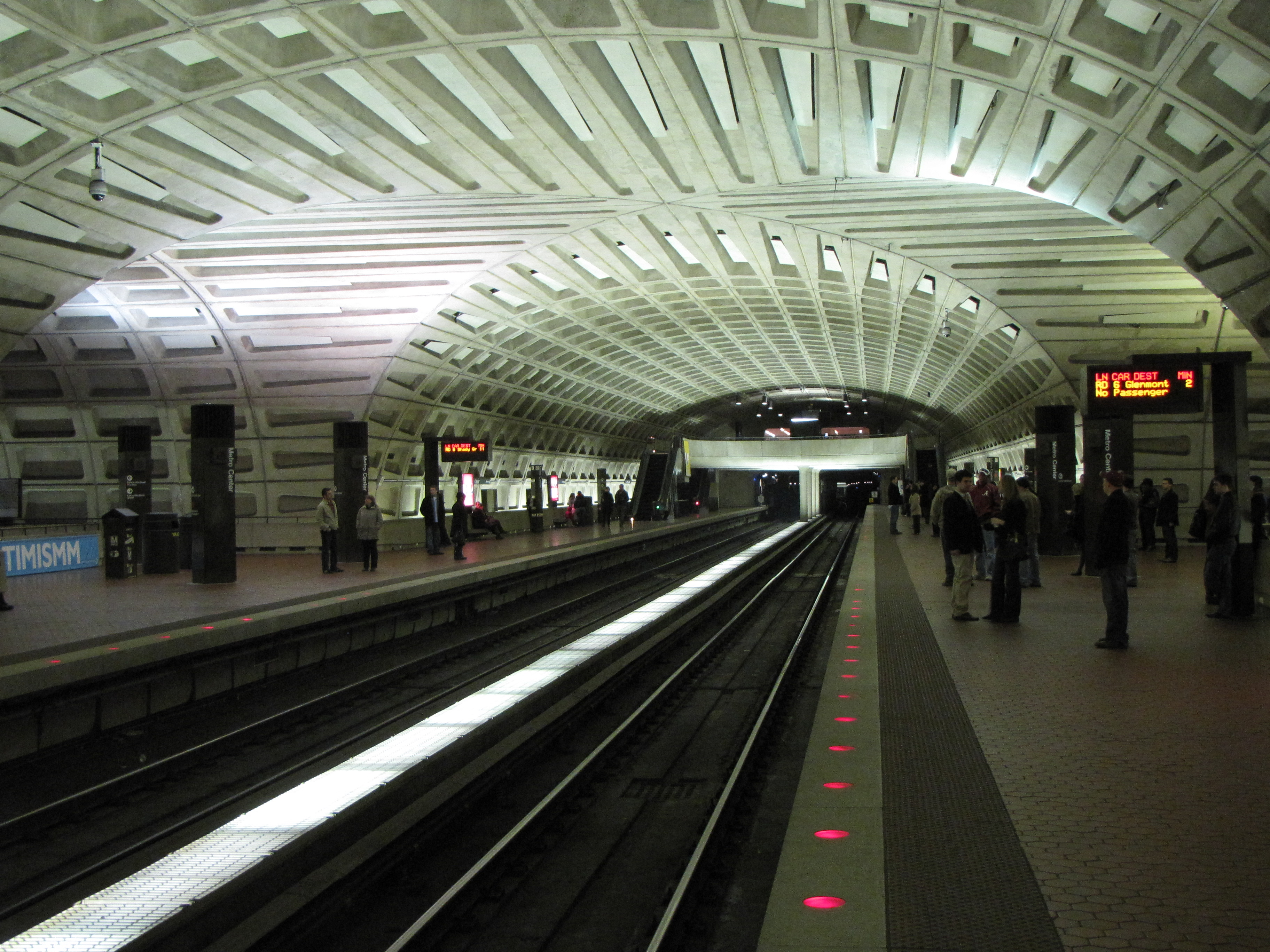
Voltes de l'estació de Metro Center, punt d'enllaç entre les línies vermella, blava, i taronja